# Ferrari 248 F1
La Ferrari 248 F1 è un'automobile monoposto sportiva di Formula 1, la cinquantaduesima utilizzata dalla Scuderia Ferrari, che ha gareggiato nella stagione 2006. Il progetto è contraddistinto dalla sigla interna 657.

## Presentazione
Contrariamente a quanto successo nelle passate stagioni, la vettura è stata presentata il 24 gennaio 2006 presso il circuito del Mugello, di proprietà della Ferrari e dove la scuderia italiana si ritrova spesso per delle sessioni di test nel corso della stagione. Il nome della vettura si riferisce sia alla cilindrata di 2,4 l sia alla tipologia del motore di cui è dotata, ovvero un 8 cilindri a V.

### Livrea e sponsor
Esteticamente la vettura non vede cambiamenti rispetto alla F2005: il caratteristico rosso corsa continua a farla da padrone, mentre gli inserti bianchi sono dovuti agli sponsor Marlboro e Vodafone. A partire da questa stagione appare per la prima volta il logo della Martini, che occupa un piccolo spazio sul muso della vettura, mentre sparisce il logo della Olympus, presente sul muso delle vetture di Maranello dal 2003.

## Sviluppo
La prima versione della 248 F1 rappresenta un ibrido, in quanto riprende alcune soluzioni adottate sulla F2005 che nel corso della stagione sono state per gradi raffinate e gradualmente sostituite, alla ricerca dell'affidabilità più alta possibile, da componenti maggiormente competitive.

### Aerodinamica
La nuova vettura presenta un telaio alleggerito e delle pance laterali decisamente arrotondate, sulle quali poggiano direttamente gli specchietti retrovisori. Ross Brawn e Aldo Costa, i tecnici della Ferrari che si sono occupati della progettazione della vettura, hanno inoltre rivisto completamente il fondo vettura e il profilo estrattore.

### Motore
Il motore 056 è portante e montato longitudinalmente: come da regolamento, il nuovo propulsore è un V8 2400 cm³ di cilindrata, che sostituisce i precedenti 3000 cm³ V10.

## Carriera agonistica
La prima gara disputata è il 12 marzo del 2006 in occasione del Gran Premio del Bahrain. Ha ottenuto nove vittorie nel campionato mondiale 2006 di Formula 1 totalizzando 201 punti nel campionato costruttori, 121 conquistati da Michael Schumacher e 80 da Felipe Massa, classificandosi al secondo posto alle spalle della Renault di soli 5 punti.

### Risultati completi
| Anno | Vettura | Motore           | Gomme | Piloti       |   |   |     |   |   |   |   |   |   |   |   |   |    |   |   |     |     |   |  |  |  |  |  |  | Punti | Pos. |
| ---- | ------- | ---------------- | ----- | ------------ | - | - | --- | - | - | - | - | - | - | - | - | - | -- | - | - | --- | --- | - |  |  |  |  |  |  | ----- | ---- |
| 2006 | 248 F1  | Ferrari Tipo 056 | B     | M.Schumacher | 2 | 6 | Rit | 1 | 1 | 2 | 5 | 2 | 2 | 1 | 1 | 1 | 8* | 3 | 1 | 1   | Rit | 4 |  |  |  |  |  |  | 201   | 2º   |
| 2006 | 248 F1  | Ferrari Tipo 056 | B     | Massa        | 9 | 5 | Rit | 4 | 3 | 4 | 9 | 5 | 5 | 2 | 3 | 2 | 7  | 1 | 9 | Rit | 2   | 1 |  |  |  |  |  |  | 201   | 2º   |

## Scheda tecnica
- Carreggiata anteriore: 1,470 m
- Carreggiata posteriore: 1,405 m
- Telaio: materiali compositi, a nido d'ape con fibre di carbonio
- Trazione: posteriore
- Frizione: multidisco
- Cambio: longitudinale Ferrari, 7 marce e retromarcia (comando semiautomatico sequenziale a controllo elettronico)
- Differenziale: autobloccante
- Freni: a disco autoventilanti in carbonio

- Motore: tipo 056

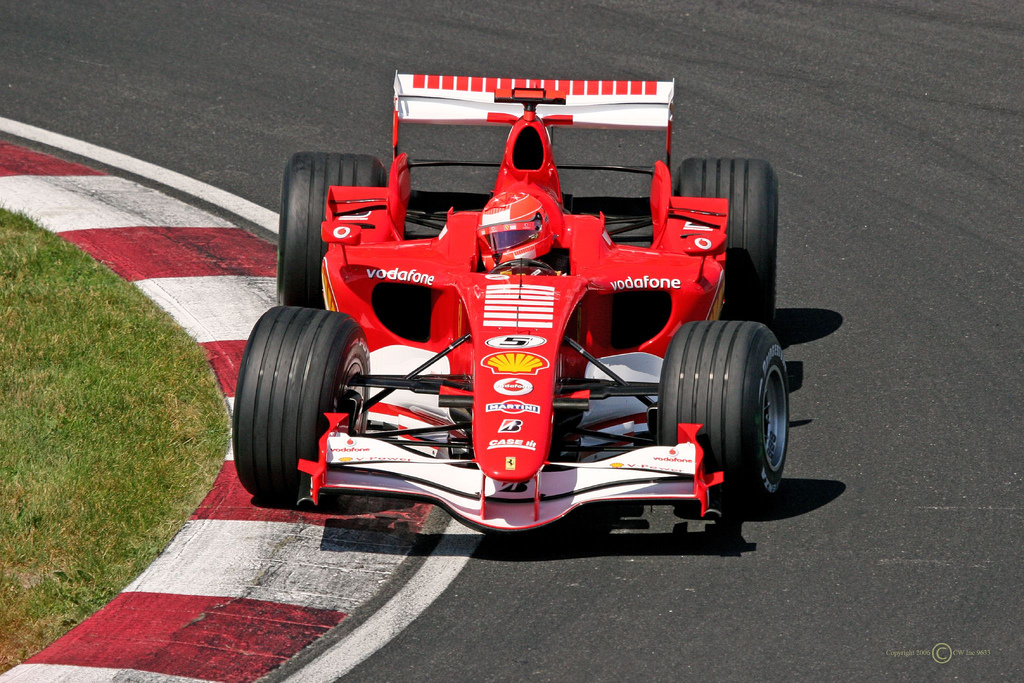
La 248 F1 guidata da Michael Schumacher nel Gran Premio del Canada 2006

  - Num. cilindri e disposizione: 8 a V 90º
  - Cilindrata: 2398 cm³
  - Potenza: 785 CV a 19 500 giri
  - Alesaggio: 98 mm
  - Corsa: 39,74 mm
  - Distribuzione: pneumatica
  - Valvole: 32
  - Materiale blocco cilindri: alluminio microfuso
  - Olio: Shell SL-0932
  - Benzina: Shell V-Power ULG 59
  - Peso: >500 kg
  - Alimentazione: iniezione elettronica digitale Magneti Marelli
  - Accensione: elettronica Magneti Marelli statica
- Sospensioni: indipendenti con puntone e molla di torsione anteriore e posteriore
- Pneumatici: Bridgestone
- Cerchi: 13"[1]